# 白百合女子大学
白百合女子大学（しらゆりじょしだいがく、英語: Shirayuri University）は、東京都調布市緑ケ丘一丁目25番地に本部を置く日本の私立大学。1881年創立、1965年大学設置。

## 概要
設立母体は、17世紀末のフランスを発祥とするシャルトル聖パウロ修道女会。前身の高等女子仏英和学校は1881年（明治14年）に創設され、戦後の学制改革などを経て、1950年（昭和25年）に白百合短期大学として東京都千代田区九段に開学。1965年（昭和40年）に4年制大学に改組されたときに調布に移転し、現在の校名となる。
校訓は「真・善・美」。校名、校章にも「白百合」の花を選び、清楚、謙虚さの中に気品を保ち、豊かな人間性と広い視野のうえに専門的な知識を備えた自立的女性の育成を目標として掲げている。
国文科、英文科、仏文科の伝統が長い。1985年（昭和60年）に増設された児童文化学科児童文学・文化専攻は日本における児童文学研究の拠点としても知られている。同発達心理学専攻も、大学院修士課程発達臨床心理学コースが日本臨床心理士資格認定協会の第1種指定大学院の指定を受け、特に乳幼児期・児童期に関する研究を行っている。

## 学部・学科
- 文学部
  - 国語国文学科
  - フランス語フランス文学科
  - 英語英文学科
- 人間総合学部
  - 児童文化学科
  - 発達心理学科
  - 初等教育学科

## 大学院
- 文学研究科（男女共学）
  - 発達心理学専攻 （修士課程・博士課程）
    - 発達心理学コース
    - 発達臨床心理学コース

  - 児童文学専攻（修士課程・博士課程）
  - 国語国文学専攻 （修士課程）
  - フランス語フランス文学専攻 （修士課程）
  - 英語英文学専攻 （修士課程）
  - 言語・文学専攻 （博士課程）

## 中学・高校の系列校との関係
- 同じ修道会で経営する「白百合学園」が全国各地にあり、これらは系列校・姉妹校としている。例として、九段の白百合学園小学校・白百合学園中学校・高等学校は系列校である（函館白百合学園中学校・高等学校・盛岡白百合学園小学校・盛岡白百合学園中学校・高等学校・仙台白百合学園小学校・仙台白百合学園中学校・高等学校・八代白百合学園高等学校も同様）。尚、湘南白百合学園、函嶺白百合学園はいずれも別の学校法人の経営であるため、系列校ではなく姉妹校の関係となる。
- 各系列校と校歌の旋律が同じである（湘南白百合学園は1・2番が同じで3番のみ独自の歌詞、函嶺白百合学園は旋律が同じで歌詞は1・2番ともに独自）。
- 校章は百合と剣をかたどったfleurdelisé（ブルボン王朝に同じ）。これも各地白百合学園と共通である。
- 白百合学園の発祥の地は北海道の函館で、1878年（明治11年）5月28日にフランス・シャルトル聖パウロ修道女会の3人の修道女が訪れたことがきっかけとなっている。後に白百合学園の創設者となるそれら3人の創設者は、現在の函館市元町に授産所・施病院・孤児院を開設し、1886年（明治19年）、聖保禄女学校を開校。現在の函館白百合学園高等学校となる。

## 校風、白百合学園の発祥の歴史、その他
- フランス系ミッションスクールであるため、学園を運営している修道女（シスター）を「マ・スール（ma sœur）」と呼ぶ。
- 大規模な講義室は少なく、少人数制（10～30名程度）の授業が多い。語学の授業はレベル別にクラス分けされる。他にも各学科の必修科目の授業は細かくクラス分けされており、少人数で授業を行うため、講師の目が学生全員に行き届くようになっており、きめ細かな指導が受けられる。
- 調布のキャンパスは現代的なキャンパスとチャペルである。赤褐色の煉瓦造りのチャペルであり、内装は現代的なステンドグラスと照明で飾られている。キャンパス内の建物もチャペルと同色で統一されている。正門を入って少し歩いたところに、今も薬草園時代からある文人像が一対ある。
- 学園祭は秋に行われる「白百合祭」がある。
- 12月の初めには、大学のシンボルツリーであるヒマラヤスギに、クリスマスのイルミネーションを点灯する 「アドヴェントの集い」という点灯式が行われる。聖書の朗読や聖歌の合唱などが行われ、毎年多くの近隣の住民や小学校、本校の学生が参加する。
- 施設等にはラテン語の名称が付けられている（学生食堂：ステラマリス 購買部：アミカピア 階段教室：ポルタチェーリ）。
- 学位記授与式は袴ではなくスーツで出席するのが慣例となっている（袴は後日開かれる謝恩会で着用する）。その代わり、欧米の大学で見られるような角帽とガウンを着用する。
- 日本カトリック大学連盟の加盟校である。

### 学内奨学金
給付型
- 白百合女子大学奨学金
- 白百合女子大学同窓会奨学金（ジャンヌ・ダルク奨学金）
- 白百合女子大学外国留学規程内規に基づく奨学金

## 交通アクセス
- 京王線仙川駅から徒歩10分。
- 調布市ミニバス「白百合女子大学・八幡神社・宝乗寺前」バス停から徒歩1分。

## 大学関係者と出身者
- 白百合女子大学の人物一覧

## 系列校
- 仙台白百合女子大学
- 函館白百合学園（幼稚園・中学校・高等学校）
- 盛岡白百合学園（幼稚園・小学校・中学校・高等学校）
- 仙台白百合学園（幼稚園・小学校・中学校・高等学校）
- 白百合学園（幼稚園・小学校・中学校・高等学校）
- 八代白百合学園（幼稚園・高等学校）
- 関町白百合幼稚園

## 姉妹校
- 湘南白百合学園（幼稚園・小学校・中学校・高等学校）
- 函嶺白百合学園（小学校・中学校・高等学校）

## 関係校
- 聖ヨゼフ学園（中学校・高等学校）創立にあたり「白百合学園」を経営するカトリック女子修道会シャルトル聖パウロ修道女会の協力を得えた関係により「関係校」としている。白百合の姉妹校球技大会への参加、姉妹校推薦として白百合女子大学への進路がある。